# Arrondissement Saint-Denis (Seine-Saint-Denis)
Arrondissement Saint-Denis (fr. Arrondissement de Saint-Denis) je správní územní jednotka ležící v departementu Seine-Saint-Denis a regionu Île-de-France ve Francii. Člení se dále na deset kantonů a devět obcí.

## Kantony
- Aubervilliers-Est
- Aubervilliers-Ouest
- La Courneuve
- Épinay-sur-Seine
- Pierrefitte-sur-Seine
- Saint-Denis-Nord-Est
- Saint-Denis-Nord-Ouest
- Saint-Denis-Sud
- Saint-Ouen
- Stains